# Субпрефектура Гуаянасис
Субпрефектура Гуаянасис (порт. Subprefeitura de Guaianazes) — одна из 31 субпрефектур города Сан-Паулу, находится в восточной части города. Общая площадь 17,8 км². Численность населения — 291 193 жителей.
В составе субпрефектуры Гуаянасис 2 округа:
- Гуаянасис (Guaianazes)
- Лажеаду (Lajeado)